# Prionyx funebris
Prionyx funebris là một loài côn trùng cánh màng trong họ Sphecidae, thuộc chi Prionyx. Loài này được Berland miêu tả khoa học đầu tiên năm 1926.